# 萬壽無疆研究所
萬壽無疆研究所（만수무강연구소）是一個隸屬朝鮮民主主義人民共和國護衛司令部，專門研究最高領導人健康狀況以確保他們長壽的官方學術機構。

## 背景
萬壽無疆研究所的前身為由時任朝鮮勞動黨總書記金日成於1970年代成立的「基礎科學院」。當時，基礎科學院屬護衛司令部第1總局管理，負責金日成的飲食，在確保滿足他的口味之餘，還須兼顧食品安全和營養需要。其後，隨著金正日在1980年代被確立為金日成的接班人，金正日將基礎科學院從第1總局獨立出來，成為護衛司令部的獨立部門。據報導，為取得金日成的歡心，金正日投放了大量的資源在基礎科學院身上；為此，金正日在平壤龍城區域成立「清岩山研究中心」，並從德國和美國購入研究器材，成本達3百萬美元。
1982年是金日成的七十大壽，基礎科學院得以擴張、並在大城區域建立「龍鼓學院」。此時，基礎科學院的研究員已達到2000人。5年後，「蔓菁山研究所」相繼成立，負責研究開發肉類和蔬果供金日成食用。此後，基礎科學院易名為「萬壽無疆研究所」。據曾替朝鮮民主主義人民共和國政府當宣傳工作的脫北者張振成指，在1995年時，萬壽無疆研究所的研究人員已達到3000人；除照顧金正日的膳食外，該機構還會替他準備藥物。為測試各種食品和藥物的效果，萬壽無疆研究所還設立試食隊，讓身材和金正日一樣的國民作為研究樣本。
現時，萬壽無疆研究所繼續營運，負責照顧金正恩的飲食和健康。據2011年的消息指，於萬壽無疆研究所工作的3000名研究員全都為博士。此外，萬壽無疆研究所的存在是高度機密，只有高級幹部才知道三所研究中心的實際位置，研究中心守衛深嚴：以蔓菁山研究所為例，這建築物被高2.5米的水泥磚牆包圍，並由護衛司令部的軍人24小時武裝駐守。

## 关联条目
- 北京医院/中国人民解放军总医院
- 中央保健委员会